# Weltkino Filmverleih
Die Weltkino Filmverleih GmbH, mit Firmensitz in Leipzig, ist eine deutsche Verleihfirma für deutschsprachige und internationale Kinofilme, die im Jahr 2012 durch Michael Kölmel und Dietmar Güntsche gegründet wurde.

## Geschichte
Michael Kölmel und dessen Bruder Rainer Kölmel gründeten 1984 das Unternehmen Kinowelt AG, das 2001 insolvent ging. Das von den Michael Kölmel im Anschluss aufgebaute Nachfolgeunternehmen Kinowelt GmbH erlebte rasche Erfolge durch Publikumslieblinge wie Der englische Patient oder Die Reise der Pinguine. 2008 verkaufte Kölmel die Kinowelt GmbH an das französische Filmunternehmen Studiocanal, eine Tochterfirma der Canal+-Gruppe, und schied aus der Geschäftsführung aus. Aktuell betreibt Kölmel mehrere andere Medienunternehmen, wie zum Beispiel die Verlags- und Buchhandelsfirma Zweitausendeins sowie die Filmproduktionsfirma Filmaufbau Leipzig. Mitinhaber und Partner in der Weltkino-Geschäftsführung ist Dietmar Güntsche, der zudem Mitinhaber und Geschäftsführer der Münchner Produktionsfirma Neue Bioskop Film ist. Über letztere plant Weltkino die Entwicklung von Eigenproduktionen.
Das im Dezember 2012 von Kölmel und Güntsche gegründete Unternehmen Weltkino Filmverleih GmbH nahm 2013 mit dem Erwerb der Veröffentlichungsrechte des französischen Filmes Jung & Schön von François Ozon die Arbeit auf. Innerhalb von drei Jahren erweiterte sich das Portfolio des Verleihs auf mehr als 50 Filmtitel. Ende 2023 fasste das Portfolio 203 Film- und Serientitel. Der Schwerpunkt und die inhaltliche Ausrichtung liegen dabei auf dem Erwerb von Gewinnerfilmen großer europäischer A-Filmfestivals wie den Internationalen Filmfestspielen Berlin, den Internationalen Filmfestspielen von Cannes und der Biennale von Venedig. Das Programm wird ergänzt durch kommerziell ausgerichtete Spielfilme sowie deutschsprachige Filmproduktionen.
Seit 2018 steht Weltkino mit dem Marketing Center der Westfälischen Wilhelms-Universität Münster (WWU) in einer Forschungskooperation unter dem Titel Movie Success Lab, indem man „dem aktuellen Umbruch in der Kino- und Filmlandschaft begegnen“ will.
Seit 2019 stiftet der Weltkino Filmverleih die mit 10.000 Euro dotierte Goldene Taube im Deutschen Wettbewerb langer Dokumentar- und Animationsfilm des Leipziger DOK-Festivals.
Weltkino Filmverleih hat laut Jahresabschluss 2021 einundzwanzig Mitarbeiter an den Standorten Leipzig und München.
Das Unternehmen ist Mitglied in der AG Verleih. Michael Kölmel ist dort auch Mitglied des Vorstands.

## Produkte
Zum Tätigkeitsprofil der Firma gehört
- der Verleih von Kinofilmen
- die Vermarktung von Filmen auf DVD- und Blu-ray-Medien
- die Vermarktung von TV-Rechten und Video on Demand

Der Vertrieb für den Bereich Home Entertainment erfolgt seit 2015 über Leonine, ehemals Universum Film.

## Filme (Auszug)
- 20 Feet from Stardom
- 5 Zimmer Küche Sarg
- Alles was kommt
- An einem schönen Morgen
- Aretha Franklin: Amazing Grace
- Augenblicke: Gesichter einer Reise
- Baal
- Ballade von der weißen Kuh
- Bank Job
- Bergman Island
- Booksmart
- Bowling for Columbine
- Cleo
- Crimes of the Future (2022)
- Dämonen und Wunder – Dheepan
- Das Duell
- Das Geheimnis der Bäume
- Das kalte Herz
- Der Hauptmann
- Der Rausch
- Der Vater meiner besten Freundin
- Der Vollposten
- Der Waldmacher
- Die Agentin
- Die durch die Hölle gehen
- Die Winzlinge – Abenteuer in der Karibik
- Django – Ein Leben für die Musik
- Drei Gesichter
- Edie – Für Träume ist es nie zu spät
- Enfant Terrible
- Ente Gut! Mädchen allein zu Haus
- Fahrenheit 9/11
- Feuerwerk am helllichten Tage
- Frank
- Fritzi – Eine Wendewundergeschichte
- Geliebte Köchin
- Golda – Israels Eiserne Lady
- Highlander – Es kann nur einen geben
- Intrige
- It Follows
- Jung & Schön
- Junges Licht
- Kedi – Von Katzen und Menschen
- Loving Vincent
- Max und die Wilde 7: Die Geister-Oma
- Midsommar
- Mommy
- Mona Lisa and the Blood Moon
- Mustang
- Neo Rauch – Gefährten und Begleiter
- Paterson
- Personal Shopper
- Pleasure (2021)
- Red Army – Legenden auf dem Eis
- Seefeuer
- Seneca – Oder: Über die Geburt von Erdbeben
- Supernova (2020)
- Taxi Teheran
- The Big Sick
- The Card Counter
- The Party
- The Rider
- Under the Silver Lake
- Winnetous Sohn
- Winterschlaf

## Auszeichnungen
- 2018 Verleiherpreis des Beauftragten der Bundesregierung für Kultur und Medien